# Kyle Weaver
Kyle Donovan Weaver (Janesville, 18 febbraio 1986) è un ex cestista statunitense.

## Carriera
È stato selezionato dai Charlotte Bobcats al secondo giro del Draft NBA 2008 (38ª scelta assoluta).
Con gli Stati Uniti ha disputato i Giochi panamericani di Rio de Janeiro 2007.

## Palmarès
- Campionato belga: 1

Spirou Charleroi: 2010-11